# Rząd Nicolae Ciuki
Rząd Nicolae Ciuki – rząd Rumunii funkcjonujący od 25 listopada 2021 do 15 czerwca 2023.
W wyborach parlamentarnych z 6 grudnia 2020 najwięcej mandatów uzyskała opozycyjna Partia Socjaldemokratyczna (PSD). Koalicję zawiązały jednak Partia Narodowo-Liberalna (PNL), sojusz ugrupowań liberalnych USR PLUS oraz Demokratyczny Związek Węgrów w Rumunii (UDMR). W konsekwencji 23 grudnia 2020 powstał rząd kierowany przez działacza PNL Florina Cîțu. We wrześniu 2021, po odwołaniu ministra Steliana Iona, doszło do kryzysu w ramach koalicji. W konsekwencji z gabinetu w tym samym miesiącu odeszli wszyscy ministrowie rekomendowani przez USR PLUS. W październiku 2021 parlament przegłosował wobec gabinetu wotum nieufności. Doprowadziło to do kryzysu politycznego, w trakcie którego doszło m.in. do dwóch nieudanych prób powołania rządu – misję tę otrzymywali Dacian Cioloș i Nicolae Ciucă.
Ostatecznie w listopadzie 2021 PNL porozumiała się z Partią Socjaldemokratyczną i UDMR. Wspólnym kandydatem na premiera został Nicolae Ciucă, który 22 listopada został desygnowany na premiera, a następnie przedstawił kandydatów na członków gabinetu.
25 listopada nowy rząd został zatwierdzony przez parlament – za zagłosowało 318 posłów do Izby Deputowanych oraz członków Senatu. Gabinet rozpoczął funkcjonowanie tego samego dnia po tym, jak prezydent Klaus Iohannis podpisał dekret o jego powołaniu i dokonał zaprzysiężenia członków rządu.
12 czerwca 2023 Nicolae Ciucă ustąpił z funkcji premiera, realizując umowę koalicyjną przewidującą zastąpienie go przez przedstawiciela socjaldemokratów w trakcie trwającej kadencji parlamentu. Pełniącym obowiązki premiera został minister sprawiedliwości Cătălin Predoiu. Trzy dni później urzędowanie rozpoczął współtworzony przez PSD i PNL rząd Marcela Ciolacu.

## Skład rządu
- Premier: Nicolae Ciucă (PNL, do czerwca 2023)
- Wicepremier, minister transportu i infrastruktury: Sorin Grindeanu (PSD)
- Wicepremier: Hunor Kelemen (UDMR)
- Minister rozwoju, robót publicznych i administracji: Attila Cseke (UDMR)
- Minister finansów: Adrian Câciu (PSD)
- Minister inwestycji i projektów europejskich: Dan Vîlceanu (PNL, do kwietnia 2022), Ioan Marcel Boloș (PNL, od maja 2022)
- Minister gospodarki: Florin Spătaru (PSD)
- Minister przedsiębiorczości i turystyki: Constantin-Daniel Cadariu (PNL)
- Minister energii: Virgil-Daniel Popescu (PNL)
- Minister rolnictwa i rozwoju wsi: Adrian-Ionuț Chesnoiu (PSD, do czerwca 2022), Petre Daea (PSD, od lipca 2022)
- Minister zdrowia: Alexandru Rafila (PSD)
- Minister środowiska, gospodarki wodnej i leśnictwa: Barna Tánczos (UDMR)
- Minister edukacji: Sorin Cîmpeanu (PNL, do września 2022), Ligia Deca (PNL, od października 2022)
- Minister pracy i solidarności społecznej: Marius-Constantin Budăi (PSD)
- Minister rodziny, młodzieży i równych szans: Gabriela Firea (PSD)
- Minister kultury: Lucian Romașcanu (PSD)
- Minister badań naukowych, innowacji i cyfryzacji: Florin-Claudiu Roman (PNL, do grudnia 2021), Ioan Marcel Boloș (PNL, od stycznia do maja 2022), Sebastian Burduja (PNL, od maja 2022)
- Minister sportu: Carol Eduard Novak (UDMR)
- Minister sprawiedliwości: Cătălin Predoiu (PNL)
- Minister spraw wewnętrznych: Lucian Bode (PNL)
- Minister obrony narodowej: Vasile Dîncu (PSD, do października 2022), Angel Tîlvăr (PSD, od października 2022)
- Minister spraw zagranicznych: Bogdan Aurescu (PNL)